# Ruisseau de Ramat
Pour les articles homonymes, voir Ramat.
Le Ramat est un ruisseau du sud de la France et affluent du Lendou en rive gauche.

## Géographie
La longueur de son cours d'eau est de 3,9 km.
Il prend sa source dans les plaines autour de Blassou et se jette dans le Lendou en aval de Sainte-Alauzie. Il traverse 7 communes exclusivement dans le département du Lot. Malgré sa courte longueur, le Ramat est inscrit comme l'un des principaux affluents du Lendou.